# Shelburne (Vermont)
Pour les articles homonymes, voir Shelburne.
Shelburne est une localité américaine située dans le comté de Chittenden, dans le Vermont. Sa population s’élevait à 7 144 habitants lors du recensement de 2010, estimée à 7 726 habitants en 2016.

## Démographie
| Groupe            | Shelburne | Vermont | États-Unis |
| ----------------- | --------- | ------- | ---------- |
| Blancs            | 96,0      | 95,3    | 72,4       |
| Métis             | 1,9       | 1,7     | 2,9        |
| Asiatiques        | 1,2       | 1,3     | 4,8        |
| Afro-Américains   | 0,7       | 1,0     | 12,6       |
| Amérindiens       | 0,3       | 0,4     | 0,9        |
| Autres            | 0         | 0,4     | 6,2        |
| Total             | 100       | 100     | 100        |
|                   |           |         |            |
| Latino-Américains | 1,7       | 1,5     | 17,37      |

Selon l'American Community Survey, pour la période 2011-2015, 94,41 % de la population âgée de plus de 5 ans déclare parler l'anglais à la maison, 1,46 % le français, 1,19 % une langue chinoise, 0,83 % l'espagnol, 0,83 % le portugais, 0,57 % l'allemand et 0,72 % une autre langue.
Le revenu par habitant était en moyenne de 55 638 dollars par an entre 2012 et 2016, au-dessus de la moyenne du Vermont (30 663 dollars), et de la moyenne nationale (29 829 dollars). Sur cette même période, seulement 4,1 % des habitants de Shelburne vivaient sous le seuil de pauvreté (contre 11,9 % dans l'État et 12,7 % à l'échelle des États-Unis).